# Альфади
Альфади (Alphadi, при рождении Сидахмед Сейднали (Sidahmed Seidnaly), род. 1 июня 1957) — известный нигерский модельер, которого часто называют «волшебником пустыни». Он туарег, происходящий из высшей касты как по отцу, так и по линии матери. Альфади родился в Тимбукту, Мали, но в молодом возрасте переехал в родной Нигер.
Альфади учился в Cardon Savard Studios в Париже, основал свой лейбл в 1984 году, а его первая линия высокой моды была представлена в 1985 году на Парижской международной туристической выставке. С тех пор его линия расширилась до спортивной одежды и парфюмерии. У Alphadi line есть бутики Complexe Alphadi в Ниамее (на улице Вокс), в Кот-д’Ивуаре и Париже.
В 1998 году Альфади был одним из трёх африканских модельеров, получивших Премию принца Клауса; двое других — Теттех Адзеду из Ганы и Оуму Си.
В 1998 году он создал первый FIMA, Международный фестиваль африканской моды, который проходил в Нигере. Это событие позволило африканским дизайнерам собраться вместе с другими международными дизайнерами, такими как Ив Сен-Лоран, Кензо, Жан-Поль Готье и Пако Рабан. С тех пор мероприятие проводится каждые 2 года. В 2007 году он запустил новый конкурс в рамках FIMA и Hip Hop FIMA Contest.
Alphadi поддерживает производственные мощности в Ниамее и Марокко, и делит своё время между домами в Ниамее и Париже. Женат, отец шестерых детей.

## Награды
- Chevalier de l'Ordre de Mérite de la France (2001)
- Kora Fashion Award – South Africa (1999)
- Meilleur Styliste Africain – French Federation of Couture and Prêt à Porter (1987)
- Principal Prince Claus Award - Prince Claus Fund (1997)